# Einarsdóttir
Einarsdóttir ist ein weiblicher isländischer Name.

## Bedeutung
Der Name ist ein Patronym und bedeutet Einars Tochter. Die männliche Entsprechung ist Einarsson (Einars Sohn).

## Namensträgerinnen
- Freydís Halla Einarsdóttir (* 1994), isländische Skirennläuferin
- Hildigunnur Einarsdóttir (* 1988), isländische Handballspielerin
- Hildur Vala Einarsdóttir (* 1982), isländische Sängerin
- Jóhanna Einarsdóttir (* 1952), isländische Pädagogin
- Ólafía Einarsdóttir (1924–2017), isländische Archäologin und Historikerin
- Sigrún Einarsdóttir (* 1952), isländische Glaskünstlerin
- Sunneva Einarsdóttir (* 1990), isländische Handballspielerin
- Svandís Dóra Einarsdóttir (* 1984), isländische Schauspielerin
- Thelma Björk Einarsdóttir (* 1990), isländische Fußballspielerin
- Þuríður Einarsdóttir (1777–1863), isländische Seefrau